# 105 (عدد)
105 (مائة وخمسة) هو عدد صحيح. يلي العدد 104 ويسبق العدد 106 وهو عدد طبيعي موجب.